# 孛鲁
孛鲁（1197年—1228年），又译博罗，蒙古帝国札剌亦儿部人，木华黎国王的长子。
孛鲁通晓诸国语言，精于骑射。1223年，二十七岁觐见西征的成吉思汗，其父去世，东归中原嗣位国王。当时西夏皇帝李德旺与金连和，成吉思汗密诏孛鲁讨西夏。1224年九月，克银州，斩首数万人，得数十万生口马驼牛羊，俘获监府塔海。次年春，成吉思汗西征班师，孛鲁到和林朝见成吉思汗。同知真定府事武仙杀都元帅史天倪，孛鲁承制命史天倪弟史天泽代领帅府事。 
1226年，宋将李全攻下益都，将元帅张林执送楚州。九月，郡王带孙领兵到益都攻打李全。十二月，孛鲁率领大军支援带孙，派李喜孙招谕李全，李全欲降，部将田世荣等不从，杀李喜孙。1227年三月，李全突围，被孛鲁击败，李全只好入城自保。四月，城中粮尽，李全降蒙古。孛鲁为收山东人心，表李全执掌山东淮南楚州行省，以李全部将郑衍德、田世荣为副，山东郡县闻风而降。 
当时滕州还属于金国，诸将以酷暑难耐，欲缓进攻。孛鲁说：“主上亲征西域数年，未闻当暑不战，我等敢自逸乎！”催促进兵。金兵屡战败北，开门出降，以滕州属石天禄。孛鲁分命先锋元帅萧乃台屯守济州、兖州，阔阔不花屯守潍州、沂州、莒州，以备南宋，按札儿屯守河北，以备金国。 
九月，还师至燕京，在昌平围猎，百姓持牛酒来献，却之。及去，厚赐馆人。成吉思汗驾崩，孛鲁到漠北奔丧。1228年三月，孛鲁因舟車勞頓及長年軍旅征戰的疲病，在雁山去世，享年三十二岁。至治二年，赠纯诚开济保德辅运功臣，谥忠定，其余官爵如其父木华黎。六子：塔思（安童的祖父）、速浑察、伯亦难、野蔑干、野不干、阿里乞失。

## 延伸阅读
[在维基数据编辑]
 《新元史/卷119》，出自柯劭忞《新元史》